# Equació de van der Waals

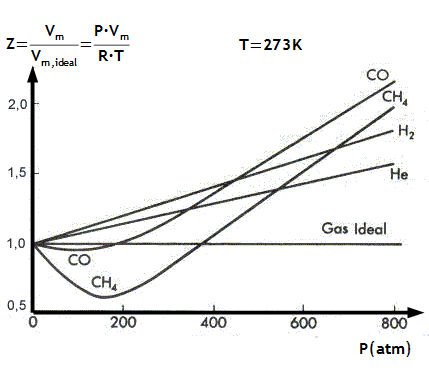
Factor de compressibilitat Z respecte de la pressió, P, que mesura la desviació dels gasos reals respecte del comportament ideal.

L'equació de van der Waals és una funció d'estat introduïda pel físic holandès Johannes Diderik van der Waals en la seva tesi doctoral l'any 1873, i fou la primera que intentà d'explicar les desviacions dels comportaments dels gasos respecte a la idealitat representada pel model de gas ideal. Per la formulació d'aquesta equació, van der Waals fou guardonat amb el Premi Nobel de Física el 1910. Té la forma:
| {\displaystyle \left(P+{\frac {a}{V_{m}^{2}}}\right)\cdot \left(V_{m}-b\right)=R\cdot T} |

on:
- {\textstyle P}, és la pressió del gas contingut dintre d'un recipient.
- {\textstyle V_{m}}, és el volum molar, això és el volum {\textstyle V}del recipient que conté el gas dividit pel nombre de mols del gas, {\textstyle n}.
- {\textstyle T}, és la temperatura absoluta del gas.
- {\textstyle R}, és la constant dels gasos.
- {\displaystyle a}, és una constant que té en compte la cohesió entre les molècules deguda a les forces de van der Waals.
- {\displaystyle b} és una constant que té en compte el volum total de les molècules.

Des d'un punt de vista termodinàmic, aquestes constants, {\displaystyle a} i {\displaystyle b}, depenen de la pressió i el volum crítics de cada gas en particular. Tot i representar una gran millora envers l'equació del gas ideal, existeixen també desviacions respecte a aquesta, pel fet que les constants {\displaystyle a} i {\displaystyle b} depenen igualment de la temperatura.

## La constantb
| Gas | Constant b l/mol |
| --- | ---------------- |
| He  | 0,0234           |
| H₂  | 0,0266           |
| Ar  | 0,0250           |
| O₂  | 0,0318           |
| N₂  | 0,0386           |
| CO  | 0,0399           |
| CO₂ | 0,0429           |
| CH₄ | 0,0428           |

Un defecte evident de l'equació dels gasos ideals,
{\displaystyle P\cdot V_{m}=R\cdot T}
és que prediu que quan la temperatura disminueix el volum tendeix a zero a qualsevulla pressió, la qual cosa, evidentment, no pot ser certa, ja que la matèria no pot desaparèixer. A més, experimentalment hom ha comprovat que, quan es baixa prou la temperatura, tots els gasos canvien d'estat i passen a líquids o sòlids. Per corregir aquesta contradicció van der Waals introduí la constant {\textstyle b}, sovint anomenada covolum, de manera que quan la temperatura disminueix el volum tendeix al volum {\textstyle b}. És una constant específica de cada gas i representa el volum molar de la substància com a sòlid o líquid a temperatures baixes. Hom pot introduir aquesta constant en l'equació dels gasos ideals i s'obté l'equació:
{\displaystyle P\cdot (V_{m}-b)=R\cdot T}
D'on, aïllant el volum molar, s'obté la relació indicada entre el volum molar i {\textstyle b}:
{\displaystyle V_{m}={\frac {R\cdot T}{P}}+b}

## La constanta
| Gas | Constant a l²·atm/mol² |
| --- | ---------------------- |
| He  | 0,034                  |
| H₂  | 0,244                  |
| Ar  | 1,04                   |
| O₂  | 1,36                   |
| N₂  | 1,35                   |
| CO  | 1,51                   |
| CO₂ | 3,61                   |
| CH₄ | 2,25                   |

Un altre fet que no contempla l'equació dels gasos ideals és que els gasos es poden liquar. S'observa experimentalment que els gasos més fàcilment liquables són els que es desvien més del comportament ideal, i són els que presenten forces intermoleculars més intenses.
La pressió d'un gas, determinada experimentalment, per regla general, és menor que la que tindria seguint el model de gas ideal. Aquest fet es deu a les interaccions atractives entre les seves partícules (àtoms, molècules o ions). Així van der Waals introduí una constant per corregir la pressió. Com que la pressió és deguda a la freqüència de les col·lisions de les partícules contra les parets del recipient, segons la teoria cineticomolecular, la diferència entre ambdues pressions (teòrica i experimental) serà major com major siguin les forces intermoleculars atractives que actuïn sobre una partícula que avanci cap a una paret. La intensitat de la força serà proporcional al nombre de partícules existent al voltant d'una donada, això és al nombre de partícules per unitat de volum, {\textstyle n/V}.
Per una altra banda, la diferència de pressions també serà més alta com major sigui el nombre de partícules que xoquen contra la paret per unitat de temps, que a la vegada és proporcional a {\textstyle n/V}. Per tant, el terme de correcció ha de ser proporcional a la densitat de partícules al quadrat:
{\displaystyle a\cdot (n/V)^{2}=a/V_{m}^{2}}
La pressió quedarà ara menor que la del gas ideal en aquest factor, anomenat sovint pressió interna:
{\displaystyle P={\frac {R\cdot T}{V_{m}-b}}-{\frac {a}{V_{m}^{2}}}}que és l'equació de van der Waals.

## Determinació d'aib

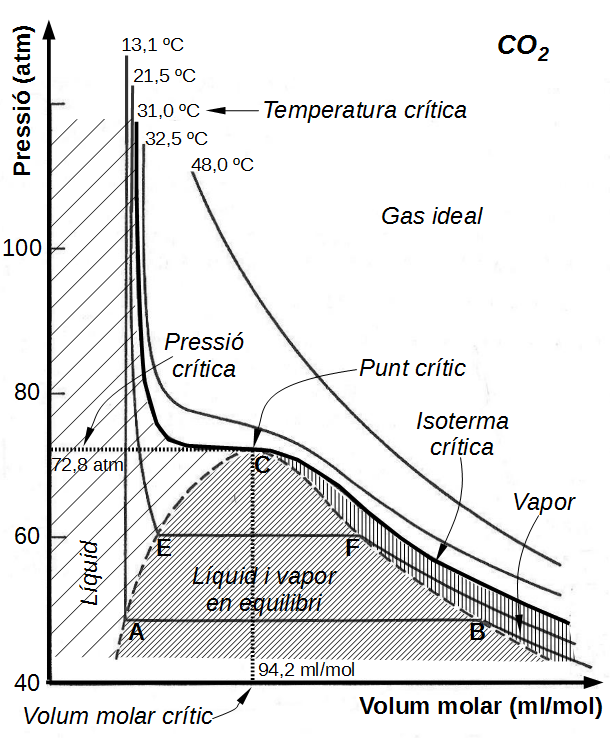
Isotermes d'Andrews del CO₂.

En general, els gasos reals no segueixen l'equació d'estat dels gasos ideals o equació de Clapeyron-Mendeléiev:

(1){\displaystyle P\cdot V_{m}=R\cdot T}

ja que una representació de la pressió, {\textstyle P}, respecte del volum molar, {\textstyle V_{m}}, per a diferents temperatures, {\textstyle T} dona una família de corbes, anomenades isotermes, que no són hipèrboles equilàteres com tocaria si els gasos fossin ideals. Nogensmenys, a temperatures prou altes el gas té un comportament ideal, ja que les isotermes sí que tenen la forma d'hipèrboles equilàteres com correspon a un gas ideal.
A la figura hom pot observar una isoterma característica, representada en vermell, amb un característic punt d'inflexió, {\textstyle C}, amb tangent horitzontal que compleix les condicions:

(2){\displaystyle \left({\frac {\partial P}{\partial V}}\right)_{T}=0\quad \quad \quad \left({\frac {\partial ^{2}P}{\partial V^{2}}}\right)_{T}=0}

Isotermes del gas de van der Waals. A la zona on les isotermes experimentals donen una recta horitzontal, l'equació de van der Waals dona una doble corba. Només tenen sentit els punts que tallen la recta.

Aquesta isoterma s'anomena isoterma crítica, la seva temperatura s'anomena temperatura crítica, i el punt {\textstyle C} punt crític, el qual ve determinat per la pressió crítica i el volum molar crític. És una corba que divideix al gas en dues regions; per la part superior resten isotermes que es desvien poc de la idealitat o que són ideals, en aquesta zona el gas no pot liquar-se per molt que s'augmenti la pressió; al llarg de la isoterma crítica es pot passar sense brusquedats de l'estat gasós al líquid. A la zona inferior a la isoterma crítica hi ha diferents subzones: a l'esquerra dels punts {\textstyle A} i {\textstyle E} el sistema es troba en estat líquid, i a la dreta dels punts {\textstyle B} i {\textstyle F} en estat vapor; al mig coexisteixen el líquid i el vapor en equilibri. La diferència essencial entre un gas i un vapor és que el primer no es pot liquar augmentant la pressió i un vapor sí.
Aplicant les condicions a l'equació de van der Waals al punt crític {\textstyle C} s'obté que:

(3){\displaystyle \left({\frac {\partial P}{\partial V}}\right)_{T}=-{\frac {R\cdot T}{(V_{m,c}-b)^{2}}}+{\frac {2\cdot a}{V_{m,c}^{3}}}=0}

(4){\displaystyle \left({\frac {\partial ^{2}P}{\partial V^{2}}}\right)_{T}={\frac {2\cdot R\cdot T}{(V_{m,c}-b)^{3}}}-{\frac {6\cdot a}{V_{m,c}^{4}}}=0}

Si hom resol el sistema d'equacions anterior resulta la relació de les constants amb el volum molar crític i la pressió crítica:

(5){\displaystyle b={\frac {V_{m,c}}{3}}\quad \quad \quad a=3\cdot P_{c}\cdot V_{m,c}^{2}}

A causa de la dificultat de mesurar el volum molar crític de forma experimental, es poden posar els valors d'ambdues constants en funció de la temperatura crítica, la pressió crítica i la constant dels gasos, que es poden determinar experimentalment de forma més senzilla i precisa:

(5){\displaystyle b={\frac {R\cdot T_{c}}{8\cdot P_{c}}}\quad \quad \quad a={\frac {27\cdot R^{2}\cdot T_{c}^{2}}{64\cdot P_{c}}}}

## Factor de compressibilitat
| Gas | Z     |
| --- | ----- |
| He  | 0,327 |
| H₂  | 0,306 |
| O₂  | 0,292 |
| CO₂ | 0,277 |
| H₂O | 0,233 |
| Hg  | 0,909 |

Una manera de comprovar si l'equació de van der Waals s'ajusta bé a l'equació d'un gas real és calcular, en el punt crític, el factor de compressibilitat,
{\displaystyle Z={\frac {P_{c}\cdot V_{m,c}}{R\cdot T_{c}}}}amb l'equació de van der Waals, i comparar-lo amb els factors de compressibilitat experimentals de diferents gasos. Per a un gas ideal, a partir de la llei dels gasos ideals, el factor de compressibilitat és {\textstyle Z=1}, i per a un gas de van der Waals és per a qualsevol gas:
{\displaystyle Z={\frac {P_{c}\cdot V_{m,c}}{R\cdot T_{c}}}={\frac {P_{c}\cdot 3\cdot b}{R\cdot T_{c}}}={\frac {P_{c}\cdot 3\cdot {\frac {R\cdot T_{c}}{8\cdot P_{c}}}}{R\cdot T_{c}}}={\frac {3}{8}}=0,375}Comparant aquest valor amb els determinats per a gasos reals s'observa que s'ajusta prou bé pels gasos més senzills, com ara l'heli o l'hidrogen, però s'allunya per a gasos amb molècules més complexes. Tanmateix, els valors proporcionats per l'equació de van der Waals són més propers als reals que els proporcionats per l'equació d'estat dels gasos ideals.